# Gallinago hardwickii
Gallinago hardwickii là một loài chim trong họ Scolopacidae.

## Hình ảnh

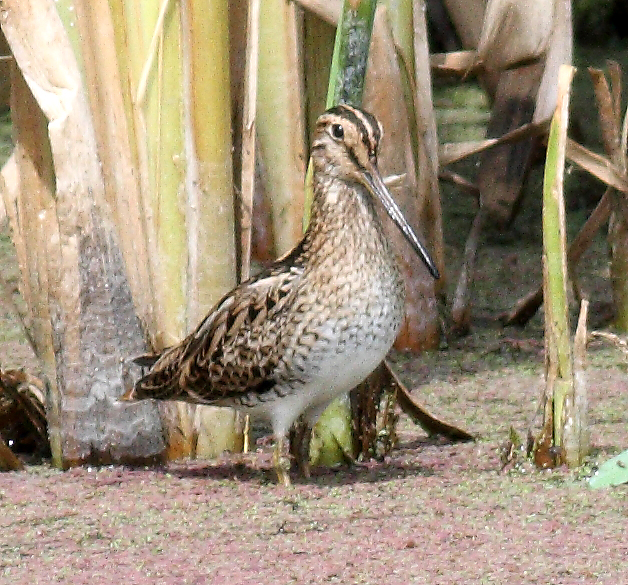
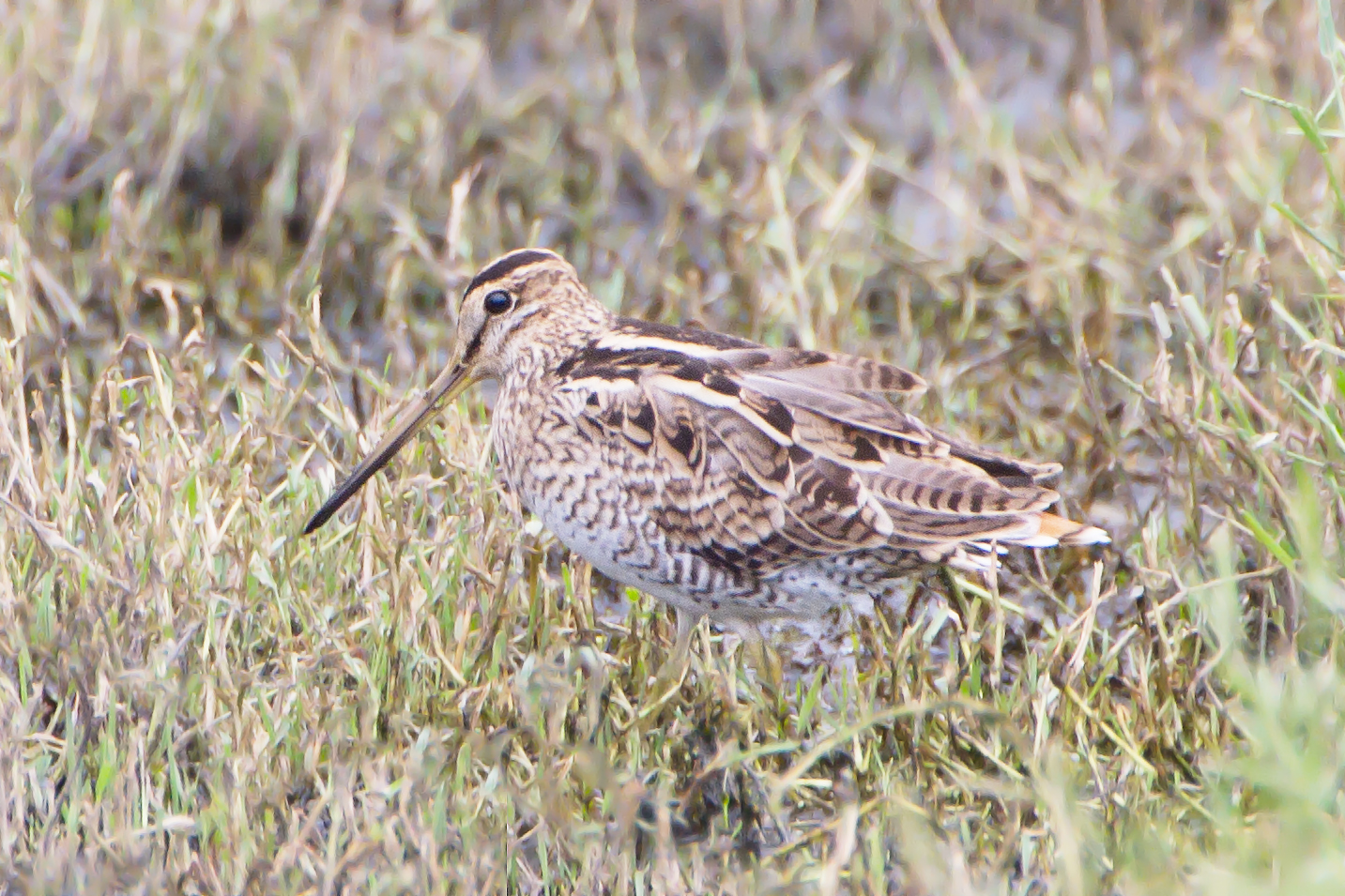